# Heteronotus jauffreti
Heteronotus jauffreti är en insektsart som beskrevs av Boulard 1980. Heteronotus jauffreti ingår i släktet Heteronotus och familjen hornstritar. Inga underarter finns listade i Catalogue of Life.